# Isolamento (psicologia)
Isolamento é um mecanismo de defesa na teoria psicanalítica proposto pela primeira vez por Sigmund Freud, embora relacionado com  repressão, o conceito distingue-se de várias maneiras sendo caracterizado como um processo mental que envolve a criação de uma lacuna entre uma cognição desagradável ou ameaçadora e outros pensamentos e sentimentos. Ao minimizar as conexões associativas com outros pensamentos, a cognição ameaçadora é lembrada com menos frequência e é menos provável que afete a auto-estima ou o autoconceito. Basicamente, o isolamento consiste em isolar um pensamento do outro, ou um comportamento de outro, ou isolar o afeto do pensamento e situações relacionados.
Freud ilustrou o conceito com o exemplo de uma pessoa começando uma linha de pensamento e depois parando por um momento antes de continuar com um assunto diferente. Sua teoria afirmava que, ao inserir um intervalo, a pessoa "deixava entender simbolicamente que ele não permitiria que seus pensamentos sobre essa impressão ou atividade entrassem em contato associativo com outros pensamentos".  Como defesa contra pensamentos prejudiciais, o isolamento impede que o eu permita que essas cognições se tornem recorrentes e possivelmente danosas ao autoconceito.

## Evidência
Uma ampla gama de estudos apóia a conclusão de que as pessoas se defendem contra ameaças isolando-as mentalmente. Repressores demonstraram processar informações de forma apressada, superficial ou mínima.  Quando apresentados com algumas informações negativas, freqüentemente geram pensamentos ou sentimentos felizes espontâneos, minimizando seu impacto. As pessoas deprimidas processam a informação com muito mais cuidado, seja ela boa ou ruim. Esse alto nível de processamento desenvolve fortes vínculos associativos com as informações semelhantes. Quando uma pessoa deprimida tenta evitar uma cognição prejudicial, ela frequentemente pensa em algum outro pensamento que afeta negativamente. Evidências de estudos em humanos e animais mostram que o isolamento promove sensibilidade às ameaças sociais e motiva a renovação das conexões sociais.
Um estudo mostrou que as pessoas permaneceriam satisfeitas com seu desempenho em face de um feedback negativo, desde que pudessem manter o feedback isolado dos padrões de desempenho. Os pesquisadores apresentariam os padrões antes do desempenho, ou após o desempenho, mas antes do feedback, ou após o desempenho e o feedback. As pessoas que receberam os primeiros padrões se recordavam deles, assim como às outras, mas simplesmente ignoraram. Eles conseguiram isolar seu feedback dos padrões, minimizando assim a ameaça à sua auto-estima. Aqueles que receberam os padrões mais tarde ficaram menos satisfeitos com seu desempenho, incapazes de evitar sua falta de sucesso em comparação com o padrão. Esta forma de isolamento tem sido referida como banalização.
Outro tipo de isolamento é referido como "bracketing temporal", no qual alguma falha ou imprevisto percebido é enterrado no passado, efetivamente removendo seu impacto no self atual. Esse tipo de separação do passado pode ser visto em conversas religiosas ou experiências de "renascimento", em certos programas de recuperação de viciados em drogas e no lançamento de arquivos sobre delinqüentes no sistema legal.  Essas práticas socialmente aceitas efetivamente tornam o isolamento socialmente permissível, pelo menos em certos casos; e esses comportamentos parecem aliviar parte do estresse de eventos passados. Pessoas com baixa auto-estima costumam usar o bracketing temporal quando descrevem falhas passadas. Isolando-se de qualquer erro que estão trazendo para a cognição, eles afirmam que não tem nada a ver com seu estado atual ou com as pessoas.

### Efeito
Os repressores habituais demonstraram ter menos lembranças infelizes do que outras pessoas, mas a diferença está nas associações secundárias. Pesquisas sobre repressores concluíram que eles tinham igualmente fortes reações negativas a memórias ruins, entretanto essas memórias não evocavam outros sentimentos negativos tanto quanto os não-repressores.  A frase "arquitetura de emoções menos complexas" foi criada para descrever esse fenômeno.  Os repressores têm lembranças ruins como qualquer outra pessoa, mas são menos abalados por essas lembranças porque eles conseguem isolá-las da memória.  Os pesquisadores atuais concordaram que o isolamento é um dos mecanismos mais eficazes e importantes de defesa contra as cognições nocivas.  É um mecanismo de enfrentamento que não requer delírios de realidade, o que o torna mais plausível do que algumas alternativas (a negação,a   sublimação, a  projeção etc. ). Mais pesquisas serão necessárias para que os relatos de isolamento sejam considerados totalmente concretos.